# Enciclopedia galattica

Rappresentazione artistica della Guida galattica per gli autostoppisti descritta nell'omonima serie di romanzi di Douglas Adams, con la copertina che reca le confortanti parole "NIENTE PANICO".

Nelle storie di fantascienza, si chiama solitamente enciclopedia galattica un'immaginaria enciclopedia universale che raccoglie le conoscenze e il sapere di una futura civiltà (umana o aliena) estesa su tutta la Via Lattea, comprendente migliaia di miliardi di individui e dotata di una storia millenaria.
Il tema fu utilizzato per la prima volta nel Ciclo delle Fondazioni di Isaac Asimov: l'Enciclopedia è il progetto a cui lavorano gli studiosi della Fondazione sul pianeta Terminus, al fine di racchiudere in un'unica grande opera le conoscenze dell'intero universo per preservare il sapere di fronte alle barbarie future.
Da allora diversi autori hanno ripreso lo stesso concetto, sia nel campo della fantascienza che in quello della scienza. La Guida galattica per gli autostoppisti dell'omonima serie di romanzi di Douglas Adams si contrappone spesso all'Enciclopedia Galattica presentandosi come opera più accessibile e maneggevole. Ad esempio, l'introduzione al primo libro recita:
La XII parte della serie televisiva Cosmo (Cosmos: A Personal Voyage, 1980) di Carl Sagan si intitola "Enciclopedia Galattica". Al suo interno Sagan suggerisce che una simile enciclopedia potrebbe essere trasmessa nello spazio e ricevuta attraverso i radiotelescopi (cfr. SETI). L'eminente astrofisico avanza quindi l'ipotesi che diverse civiltà, fra cui la nostra, potrebbero essere rappresentate all'interno di un simile progetto. Nella sua versione dell'Enciclopedia, ad ogni civiltà è attribuita una "probabilità di sopravvivenza"; per un'ipotetica civiltà in grado di costruire una Sfera di Dyson la probabilità è stimata attorno al 99% per 106 anni. Le probabilità di sopravvivenza che secondo Sagan eventuali civiltà extraterrestri potrebbero attribuire alla Terra sono pari a circa il 40% per cent'anni (questo riflette lo scenario da Guerra Fredda durante il quale i documentari furono realizzati).
Nel romanzo L'Enciclopedia Finale (The Final Encyclopedia, 1984), l'opera più impegnativa del ciclo dei Dorsai di Gordon R. Dickson, l'Enciclopedia stessa è descritta come una costruzione inaudita a forma di planetoide orbitante tra la Terra e la Luna che racchiude l'intero scibile umano. Per consultarla è possibile utilizzare vari tipi di interfacce, inclusa la realtà virtuale immersiva.
Nel romanzo Palinsesto (Palimpsest, 2009) di Charles Stross, la Biblioteca Finale "contiene la somma di tutta la conoscenza umana documentata, dopo la fine dell'umanità" ed è un tempo più che un luogo, essendo stata posta in un remoto futuro oltre la storia umana, dove è accessibile solo agli agenti della Stasi, un'organizzazione segreta che possiede la tecnologia del viaggio nel tempo. I dati sono memorizzati nella struttura atomica di innumerevoli diamanti sintetici sepolti nella crosta terrestre.